# 臨時速度規制
臨時速度規制（りんじそくどきせい）は、鉄道における臨時の速度規制である。略して臨速と称することもある。
通常の速度ではなく特別な速度（減速）を必要とする場合に、運転指令所の輸送指令から発令される。自動列車制御装置が機能する区間においては、運転士の意志に関係なく自動的に減速が行われる。臨速が行われる例として集中豪雨や強風、積雪などの災害への対策時などがあげられる。東海道・山陽新幹線の場合、従来は駅で臨速手配扱いとしていたのを新幹線総合指令所でも取り扱えるようになった。
| スタブアイコン | サブスタブ | この項目は、まだ閲覧者の調べものの参照としては役立たない、鉄道に関連した書きかけの項目です。この項目を加筆・訂正などしてくださる協力者を求めています（P:鉄道/PJ:鉄道）。 |